# Protestantyzm w Kamerunie
Protestantyzm w Kamerunie – jest drugą co do wielkości grupą religijną w tym kraju po katolicyzmie. Reprezentowany przez wiele wyznań według Pew Research Center obejmuje 6,2 miliona osób co stanowi 31,6% społeczeństwa.

## Historia
Pierwszymi chrześcijańskimi misjonarzami w Kamerunie byli baptyści. W 1840 roku pracę rozpoczęli brytyjscy misjonarze z Baptystycznego Towarzystwa Misyjnego, a w 1879 amerykański Kościół Prezbiteriański. Na początku XX wieku przybyli również luteranie, w 1928 adwentyści dna siódmego, a w połowie XX wieku swoje początki biorą kościoły zielonoświątkowe.

## Statystyki
Według Operation World protestantyzm wyznaje 19,1% ludności (razem z niezależnymi kościołami 23,3%). Według tych badań największymi wyznaniami w 2010 roku były: kalwinizm (13%), ruch zielonoświątkowy (3,9%), baptyzm (2%), luteranizm (2%) i adwentyzm (1%). Szeroko pojęty ruch charyzmatyczny obejmował 6,5% populacji.
Największe kościoły w kraju, w 2010 roku, według Operation World:
| Kościół                                               | Liczba członków | Liczba wiernych | Procent ludności |
| ----------------------------------------------------- | --------------- | --------------- | ---------------- |
| Ewangelicki Kościół Kamerunu                          | 784 431         | 1 310 000       | 6,55%            |
| Presbyterian Church of Cameroon                       | 398 305         | 705 000         | 3,52%            |
| Presbyterian Church in Cameroon                       | 191 617         | 320 000         | 1,6%             |
| Kościół Ewangelicko-Luterański w Kamerunie            | 142 515         | 238 000         | 1,19%            |
| Kameruńska Konwencja Baptystyczna                     | 103 125         | 165 000         | 0,83%            |
| Kościół Adwentystów Dnia Siódmego                     | 112 000         | 161 000         | 0,81%            |
| Prezbiteriański Kościół Ortodoksyjny                  | 86 228          | 144 000         | 0,72%            |
| Kościół Luterańsko-Braterski                          | 85 030          | 142 000         | 0,71%            |
| Misja Pełnej Ewangelii Kamerunu                       | 69 000          | 138 000         | 0,69%            |
| Międzynarodowe Chrześcijańskie Stowarzyszenie Misyjne | 57 000          | 96 900          | 0,48%            |
| Baptystyczny Kościół Zielonoświątkowy                 | 57 665          | 96 300          | 0,48%            |
| Unia Chrześcijan Baptystów                            | 48 050          | 96 000          | 0,48%            |
| Unia Ewangelicznych Chrześcijan w Kamerunie           | 37 200          | 93 000          | 0,47%            |
| Kościół Apostolski                                    | 50 000          | 75 000          | 0,38%            |